# ويليام ميرفي (لاعب اللاكروس)
ويليام ميرفي (بالإنجليزية: W. A. Murphy)‏ هو لاعب اللاكروس أمريكي، ولد في 23 مايو 1867، وتوفي في 17 أبريل 1957.

## وصلات خارجية
- ويليام ميرفي على موقع أوليمبيديا (الإنجليزية)